# Eugorgia bradleyi
Eugorgia bradleyi är en korallart som beskrevs av Addison Emery Verrill 1868. Eugorgia bradleyi ingår i släktet Eugorgia och familjen Gorgoniidae. Inga underarter finns listade i Catalogue of Life.